# エディ・アドコック
エディ・アドコック（Eddie Adcock、1938年6月21日 - 2025年3月19日）は5弦バンジョーの発展に貢献したアメリカ人バンジョー弾き。バージニア州スコッツヴィル生まれ。
彼の5弦バンジョー弾きとしての活動は、1953年に彼がSmokey Graves & His Blue Star Boysに加入した時に始まる。このバンドはCrewe, Virginiaのラジオ局でレギュラーを持っていた。1953年から1957年の間、アドコックは様々なバンドをわたり歩いていた。1957年、ビル・モンローがアドコックに仕事を依頼しthe Blue Grass Boysに加入した。アドコックは、バンドが彼を雇うのに十分な稼ぎを得られなくなり、モンローが彼をクビにせざるを得なくなるまで在籍した。その後アドコックは日雇いの仕事に戻ったが、それは長くは続かなかった。アドコックが鉄板工場で働き始めた後、Jim Cox, John DuffeyそしてCharlie Wallerが彼らの新しいバンド「The Country Gentlemen」にアドコックを誘った。アドコックはIBMAやthe Folk Allianceなど数々の商業組織に所属しており、テネシーバンジョー研究所の取締役会も務めている。妻のマーシャ(Martha)と共にAdcock Audio, a large, state-of-the-art sound companyを立ち上げ、2006年まで運営していた。

## 出生・初期の活動
アドコックは子供のころに最初のバンジョーを買い、しばらくすると兄のFrankとセッションをするようになり、このデュオは彼らの地元であるシャーロッツビルの近くの教会やラジオ局で演奏するようになった。アドコックは14歳の時に家を出て、ボクシングのセミプロを目指し、7年の間、昼にボクシングをし、夜には演奏をする生活を送った。数年後、アドコックがカーレースを始めると、レーサーとして34連勝を果たし、「Mr.Banjo」と呼ばれるようになった。一方でこの時期、彼はManassas, Virginiaで2曲のレコーディングも行っていた。彼は家賃を支払うために多くの肉体労働を行っていたため、彼がバンジョーを演奏することが出来るのは夜だけだった。

## The Country Gentlemen
The Country GentlemenはワシントンD.C.にて結成した。このバンドのオリジナルメンバーはCharlie Waller (ギター、リードボーカル), John Duffey （マンドリン、テナーボーカル）, Bill Emerson (バンジョー、バリトンボーカル), Larry Lahey(ベース)であったが、アドコックがバンドに入ってすぐに、Waller, Duffey, Adcock, Tom Gray (ベース)からなる構成が確立した。アドコックが在籍している間、彼はギターのフィンガーピッキングやペダルスチールギターにおける、トラヴィススタイルの奏法をバンジョーへと導入し、演奏にユニークな変革をもたらした。加えて、彼のバンジョーのドライブ感やパーカッション、60年代初期におけるDon Renoのシングルストリングに似たジャズを基盤としたシングルストリング奏法が特徴的であった。彼の奏法は、Duffeyのジャズマンドリン奏法、Wallerのシンコペーションギター奏法の間で、バンドの「チャンバーミュージック」ブルーグラスインストゥルメンタルスタイルの中核を生み出していた。The Country Gentlemanのスタイルと彼らの曲はブルーグラスに大きな変革をもたらし、彼らは間違いなく最初のニューグラスバンドであり、モダンブルーグラスの先駆者であった。

## マーシャとの出会い
1970年エディはThe Country Gentlemenを脱退し、カルフォルニアへと移り住み、The Clinton Specialというカントリーロックバンドを始め、バンドではClinton Codackという偽名を用いていた。このバンドはMGMレコードから"Just as You Are I Love You"/"Blackberry Fence"というシングルのみをリリースした。1973年彼はマーシャ・ヒーン(Martha Hearon)に出会い、3年後に結婚 。彼らは30年以上にわたって、音楽のパートナーであり、人生のパートナーでもあった。エディとマーシャのデュオは、“the biggest little band in Bluegrass”として知られることとなり、CashboxとBillboardは共に“one of the Bluegrass circuit's top acts”と評した。エディとマーシャは現在デュオでの活動の他に、Tom Grayとのコンサートや、Adcock-Gaudreau-Waller & Gray: (The Country Gentlemen Reunion Band)との演奏を行っている。そしてまた、自分達や他のミュージシャンへのプロデュースを行っている。

## 手術
2008年8月、手の震えが演奏に影響することを懸念し、エディはVanderbilt University Medical CenterでDBS手術を受けた。手術中には局所麻酔が用いられ、アドコックは現在は治療段階にはあるがバンジョー演奏に向けて意欲的である 。

## 死去
2025年3月19日、テネシー州レバノンの病院で死去。86歳没。